# Hondenpoepcontainer

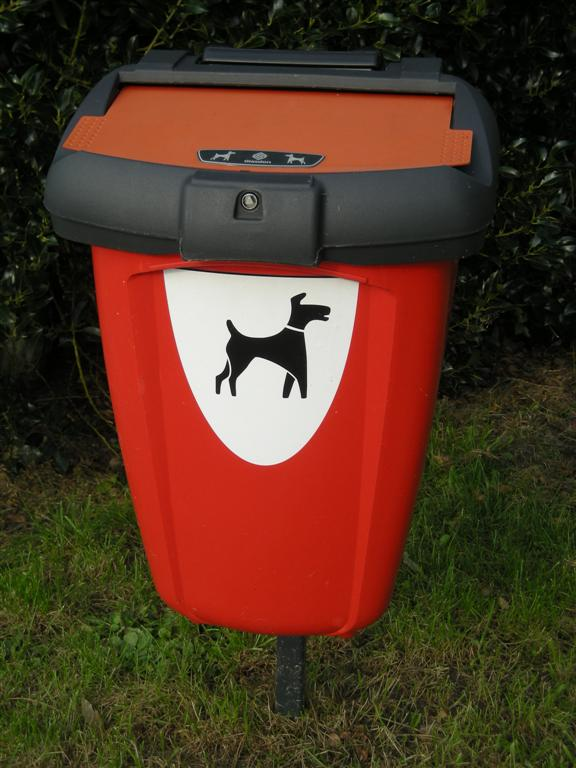
Hondenpoepcontainer

Een hondenpoepcontainer is een vuilnisbak specifiek bedoeld om de uitwerpselen van een hond in te deponeren. Dit soort containers wordt in veel landen toegepast.
De containers worden in Nederland vooral geplaatst in buurten waar veel overlast is door hondenpoep en bij kinderspeelplaatsen. Hondenbezitters zijn verantwoordelijk voor het opruimen. Hulpmiddelen zijn een grijpertje en plastic afvalzakjes.

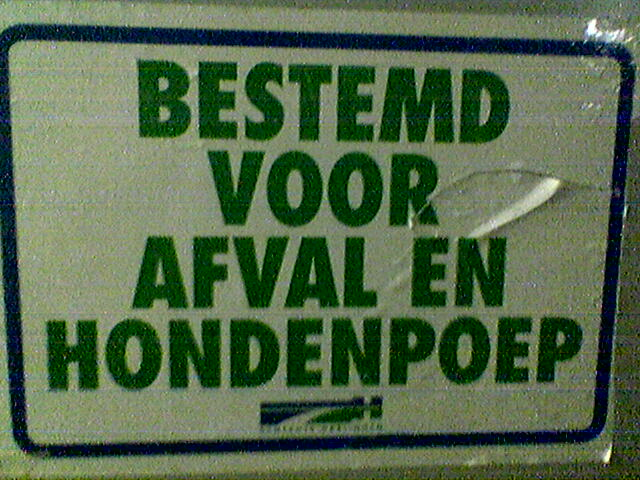
Sticker op vuilnisbak waarin ook hondenpoep gedeponeerd mag worden
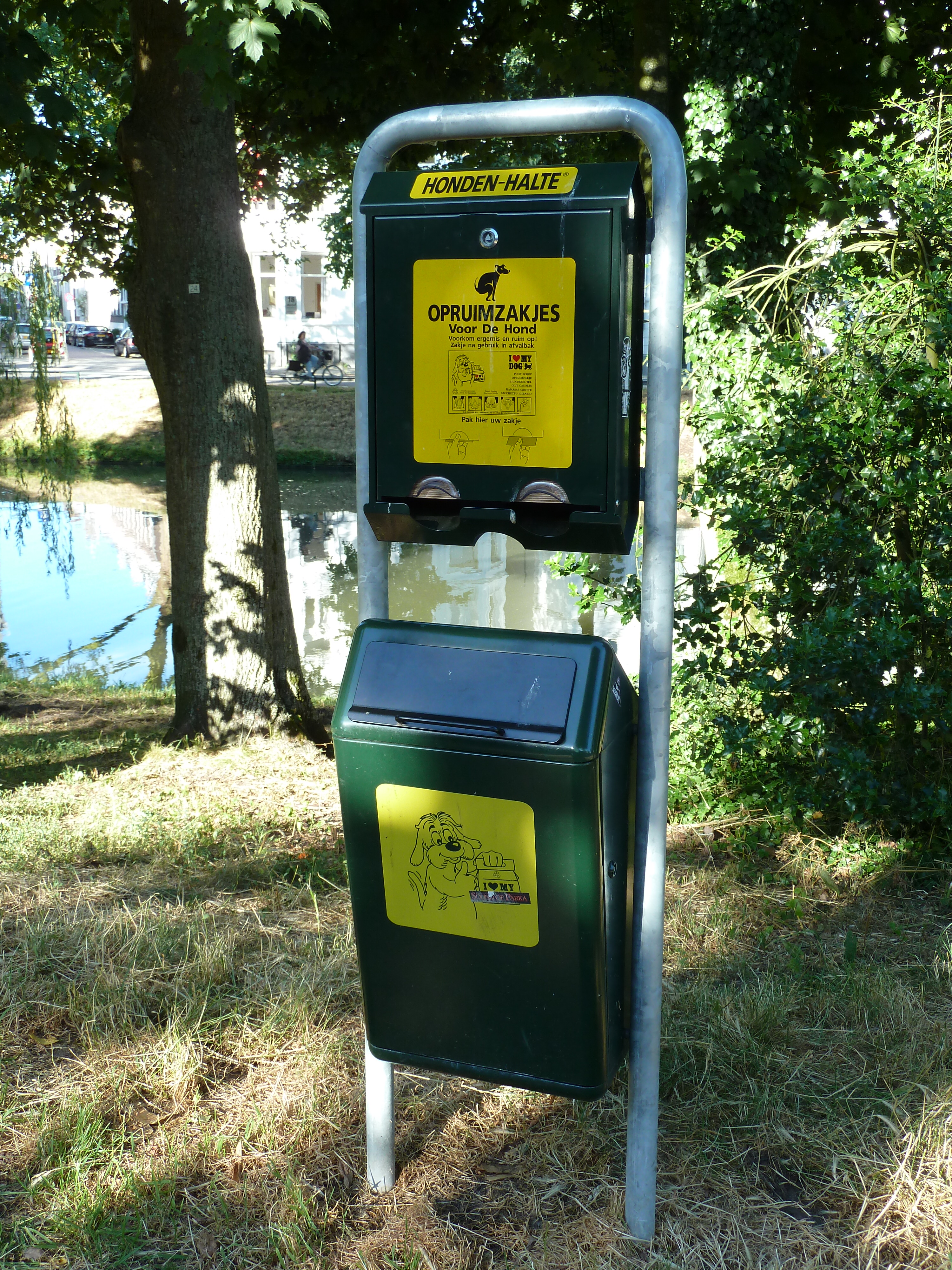
Container gecombineerd met hondenpoepzakjes-uitgiftepunt in Nederland
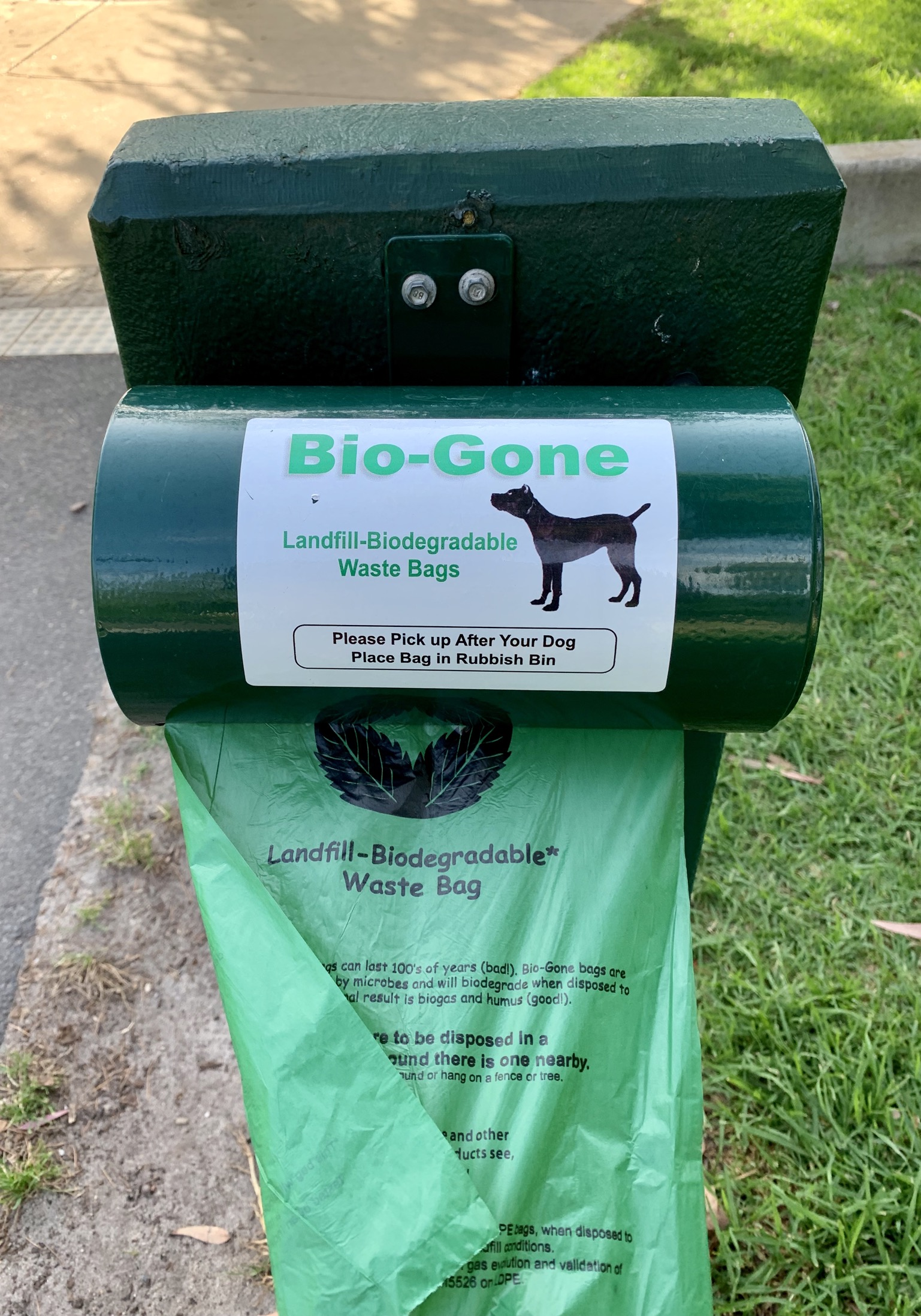
Poepzakjeshouder in Australië